# Mano con sfera riflettente
Mano con sfera riflettente, nota anche come Autoritratto nello specchio sferico, è una litografia dell'artista olandese M.C. Escher, stampata per la prima volta nel gennaio 1935. 

## Descrizione
L'opera raffigura una mano che regge una sfera riflettente, sulla quale è possibile vedere Escher e la maggior parte della stanza in cui egli si trova. La mano si rivela essere quella di Escher stesso.
Auto-rappresentazioni in superfici riflettenti e sferiche sono comuni nell'opera di Escher. Nella maggior parte delle opere di questo tipo, Escher è intento a disegnare la sfera, mentre in questa immagine è seduto e la sta contemplando. Sulle pareti ci sono diverse immagini incorniciate, una delle quali sembra raffigurare un'ombra di marionetta indonesiana.